# Hellfarbener Nagekäfer
Der Hellfarbene Nagekäfer (Ptinomorphus imperialis) – auch Kaiserlicher Pochkäfer – ist ein Käfer aus der Familie der Nagekäfer (Ptinidae).
|                       |                     |
| Bild 1: Aufsicht      | Bild 2: Unterseite  |
|                       |                     |
| Bild 3: Seitenansicht | Bild 4: Vorderseite |

## Merkmale
Der Hellfarbene Nagekäfer erreicht eine Größe von etwa vier Millimetern. Auf dem Halsschild und den Flügeldecken befindet sich eine auffällige Zeichnung, die aus weißlichen braunen Härchen gebildet wird. Die darunter liegende Punktierung wird dadurch verdeckt. Die Flügeldecken besitzen keine Längsrippen. Der Halsschild hat einen hohen Kiel und ist mit einer scharfen Kante versehen, die von der Seite betrachtet etwa einen rechten Winkel bildet. Zwischen der Grundbeschuppung befinden sich einzelne, abstehende schwarze Borsten. Die helle Zeichnung der Flügeldecken umfasst auch die Spitzen der Flügeldecken.

### Ähnliche Arten
- Ptinomorphus regalis (Duftschmid, 1825), der Halsschildkiel bildet von der Seite betrachtet einen stumpfen Winkel. Die Flügeldecken besitzen Längsrippen. Die helle Zeichnung erstreckt sich nicht auf die Spitzen der Flügeldecken

### Synonyme
- Bruchus cruciatus Geoffroy in Fourcroy, 1785[1]
- Bruchus imperialis O. F. Müller, 1776[1]
- Hedobia alpina Pic, 1898[1]
- Hedobia angustior Pic, 1896[1]
- Hedobia interrupta Pic, 1893[1]
- Hedobia maculata Pic, 1922[1]
- Ptinomorphus dayremi Pic, 1942[1]
- Ptinomorphus luteosuturalis Pic, 1925[1]
- Ptinomorphus nigronotatus Pic, 1942[1]
- Ptinomorphus senex Kraatz, 1876[1]
- Ptinomorphus theresae Pic, 1933[1]
- Ptinomorphus x-notatus Pic, 1942[1]

## Lebensweise
Die Larven des Hellfarbenen Nagekäfers entwickeln sich zwischen der Rinde und dem Holz von verpilztem, feuchtem Totholz von verschiedenen Laubhölzern wie Hainbuche (Carpinus betulus), Hasel (Corylus), Ulme (Ulmus) und Linde (Tilia). Trockenes Bau- oder Möbelholz wird durch diese Art im Gegensatz zum Holzwurm nicht befallen. Die ausgewachsenen Käfer ernähren sich von Pollen und Nektar blühender Sträucher, wie zum Beispiel Schlehdorn (Prunus spinosa) oder Weißdorne (Crataegus).

## Verbreitung
Der Hellfarbene Nagekäfer ist in Europa im Norden bis Dänemark und den Süden Norwegens und Finnlands verbreitet. In England und Irland ist er nur lokal anzutreffen.

## Referenzen
Heinz Freude, Karl Wilhelm Harde, Gustav Adolf Lohse (Hrsg.): Die Käfer Mitteleuropas. Band 8: Teredilia Heteromera Lamellicornia. Elsevier, Spektrum, Akademischer Verlag, München 1969, ISBN 3-8274-0682-X, S. 30.
1. 1 2 3 4 5 6 7 8 9 10 11 12  Ptinomorphus imperialis (Linnaeus 1767). Fauna Europaea, Version 1.3, 19. April 2007, abgerufen am 18. Juni 2007.
2. ↑  Jiři Zahradnik, Irmgard Jung, Dieter Jung et al.: Käfer Mittel- und Nordwesteuropas. Parey, Berlin 1985, ISBN 3-490-27118-1.